# Silvio Schröter
Pour les articles homonymes, voir Schröter.
Silvio Schröter, né le 29 juin 1979 à Radebeul, est un joueur de football allemand.
Il évolue comme milieu de terrain. 

## Carrière
Silvio Schröter joue successivement dans les équipes suivantes : SG Dynamo Dresde, FC Energie Cottbus, Hanovre 96, MSV Duisbourg et FC Carl Zeiss Iéna.
Il compte une sélection en équipe d'Allemagne "B", en 2004.